# Elisabethenbrunnen

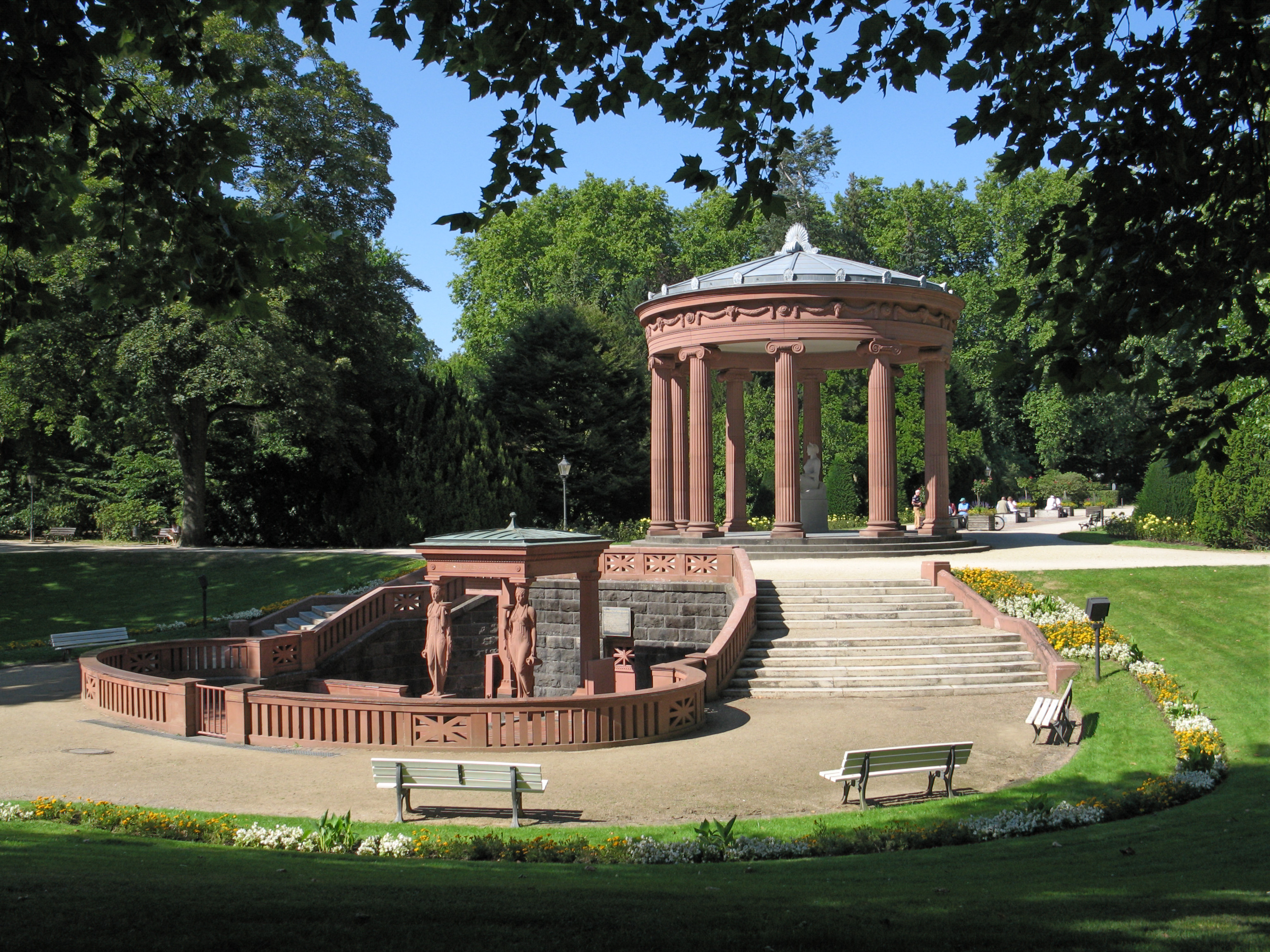
Elisabethenbrunnen

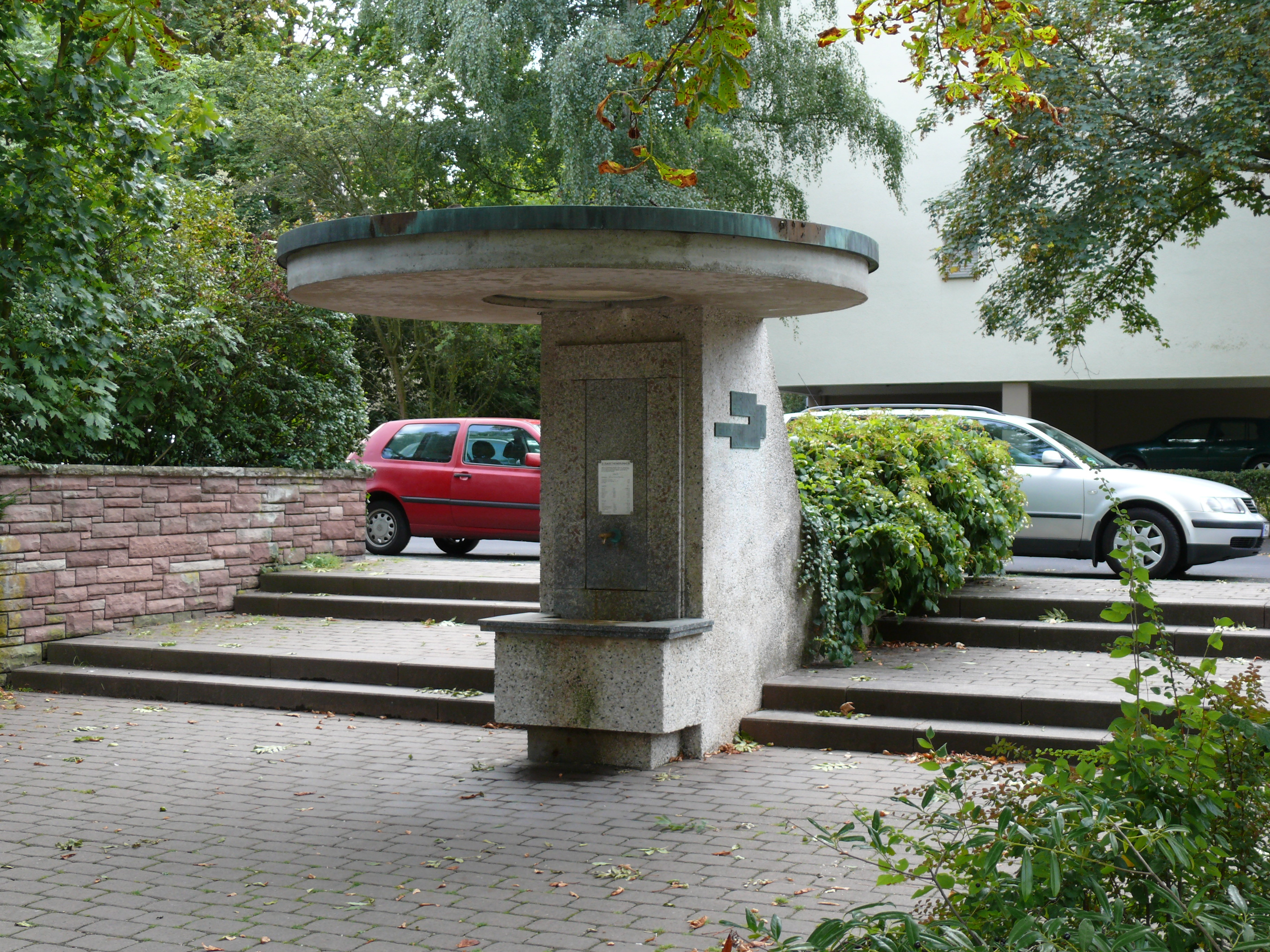
Öffentliche „Zapfstelle“

Der Elisabethenbrunnen ist einer der bekanntesten Brunnen in der Kurstadt Bad Homburg vor der Höhe. Quelle und Brunnen sind nach Prinzessin Elisabeth benannt, der Gemahlin des Landgrafen Friedrich VI. von Hessen-Homburg und Tochter des britischen Königs Georg III. Das Wasser des Brunnens ist ein Natriumchlorid-Säuerling. Die Wassertemperatur beträgt 10,5 Grad. Es wurde zur Behandlung von Magen- und Darmerkrankungen eingesetzt. Für die Öffentlichkeit gibt es in Sichtweite – am Rand des Kurparks – eine einfach gestaltete Zapfstelle in unmittelbarer Nähe zur Straße.

## Geschichte

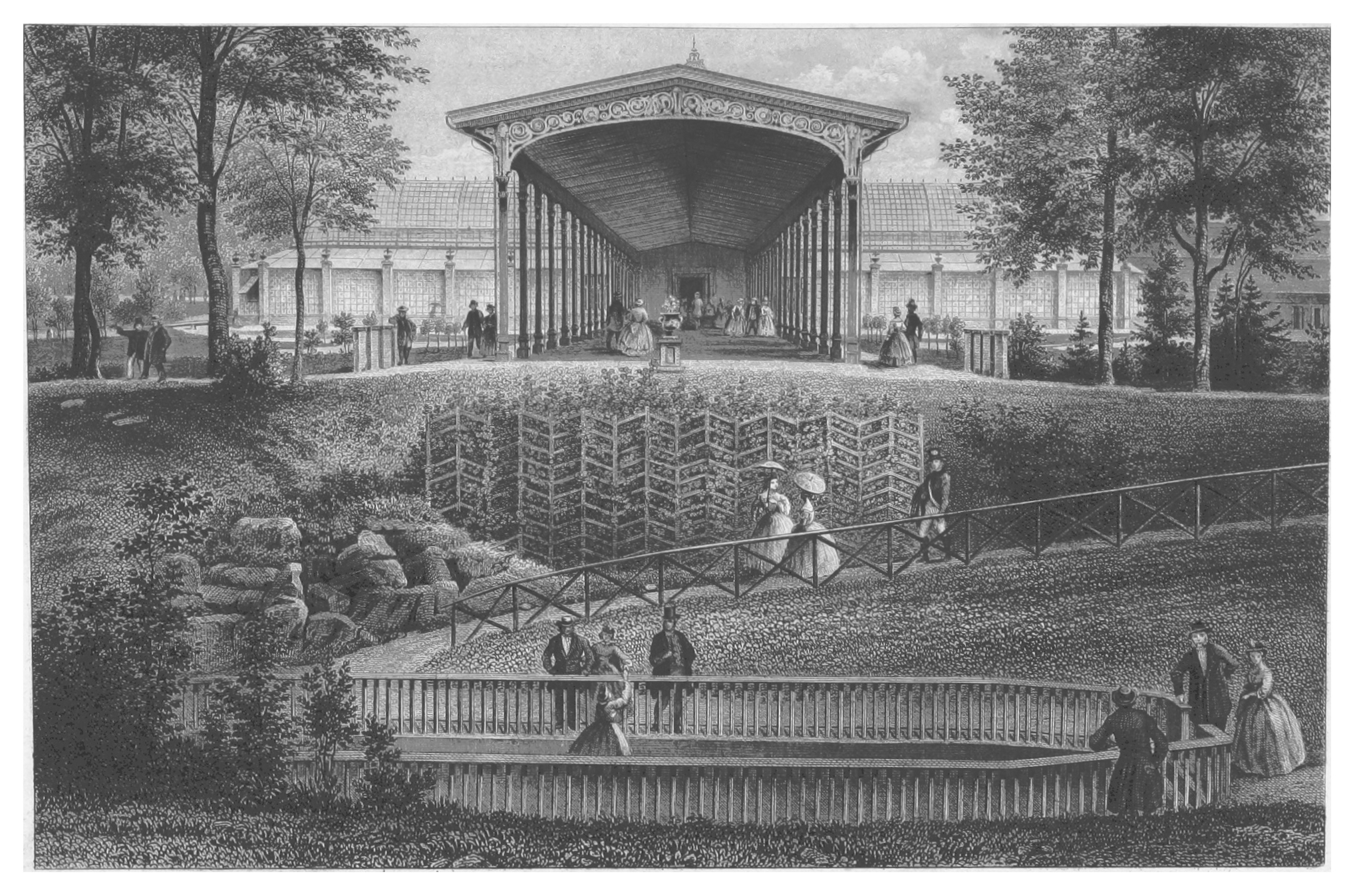
Elisabethenbrunnen, Colonnade und Neues Gewächshaus; Darstellung von Thomas William Gaspey (1866)

Die Brunnenanlage fasst eine Quelle, die 1834 vom Arzt Eduard Christian Trapp als Heilquelle wiederentdeckt wurde. Bereits Isaac von Sinclair erwähnte die Quelle in einem 1799 erschienenen Werk über die Salzgewinnung in Homburg. Das Interesse an medizinisch nutzbaren Quellen war spätestens nach der Erschließung des Ludwigsbrunnens 1809 in Homburg erwacht. Trapp ließ die Quelle fassen und überzeugte Landgraf Ludwig davon, eine Analyse des Wassers durch Justus von Liebig in Auftrag zu geben. Das Gutachten kostete 400 Gulden und ergab erfreuliches:

„Es möchte wohl in Deutschland schwer sein, ein Mineralwasser zu finden, welches gleichen Reichtum an wirksamen Bestandteilen mit dem Homburger Mineralwasser darzubieten vermöchte.“

### Brunnentempel
Der Brunnen wurde mehrfach umgestaltet. Seine heutige Form mit Rundtempel und Marmorskulptur der griechischen Göttin Hygieia erhielt er bis 1918 unter Kaiser Wilhelm II. durch den Bildhauer Hans Dammann. Die Kosten von 100.000 Mark wurden von dem Industriellen Wilhelm Becker gespendet, dessen Stahlwerk durch Rüstungsaufträge im Ersten Weltkrieg stark profitierte. Die Gestaltung soll auf eine eigene Idee des Kaisers zurückgehen.

„Empörung über den Kaiser, der sich stundenlang mit dem Bau eines Brunnentempels in Homburg
beschäftigt, für den ein Kriegslieferant Geld gestiftet hat […], und ablehnt, einen Bericht Hindenburgs über die Lage im Osten zu lesen, „weil er keine Zeit dazu habe.““